# Boston Marathon 1985
De Boston Marathon 1985 werd gelopen op maandag 15 april 1985. Het was de 89e editie van deze marathon.
Bij de mannen kwam de Engelsman Geoffrey Smith als eerste over de streep in 2:14.05. De Amerikaanse Lisa Rainsberger won bij de vrouwen in 2:34.06.
In totaal finishten er 3931 marathonlopers, waarvan 3472 mannen en 459 vrouwen.

## Uitslagen

### Mannen
| rang   | naam                 | land | tijd    |
| ------ | -------------------- | ---- | ------- |
| Goud   | Geoffrey Smith       | ENG  | 2:14.05 |
| Zilver | Gary Tuttle          | USA  | 2:19.11 |
| Brons  | Mark Helgeson        | USA  | 2:21.15 |
| 4      | Lou Supino           | USA  | 2:21.19 |
| 5      | Robert Doyle         | USA  | 2:21.31 |
| 6      | Toru Mimura          | JPN  | 2:23.35 |
| 7      | Charles Hewes        | USA  | 2:23.35 |
| 8      | Dan Dillon           | USA  | 2:23.50 |
| 9      | Christopher Fletcher | USA  | 2:24.29 |
| 10     | Norman Blair         | USA  | 2:25.23 |
| 12     | Mark Amway           | USA  | 2:26.22 |
| 13     | Wayne Jacob          | USA  | 2:26.59 |
| 16     | Mark Lohman          | USA  | 2:27.11 |
| 17     | Peter Kanfer         | USA  | 2:27.12 |
| 18     | John Zupanc          | USA  | 2:27.13 |
| 21     | Michael Novelli      | USA  | 2:28.23 |
| 22     | Robert A Clifford    | USA  | 2:28.27 |
| 23     | Patrick Corrigan     | USA  | 2:28.33 |

### Vrouwen
| rang   | naam                | land | tijd    |
| ------ | ------------------- | ---- | ------- |
| Goud   | Lisa Rainsberger    | USA  | 2:34.06 |
| Zilver | Lynne Huntington    | ENG  | 2:42.15 |
| Brons  | Karen Dunn          | USA  | 2:42.27 |
| 4      | Deborah Butterfield | USA  | 2:43.47 |
| 5      | Vickie Smith        | USA  | 2:46.33 |
| 6      | Kathleen Northrop   | USA  | 2:46.43 |
| 7      | Kimberly Moody      | USA  | 2:46.51 |
| 8      | Mary Hynes          | USA  | 2:48.57 |
| 10     | Beth Dillinger      | USA  | 2:50.36 |
| 11     | Patricia Hinson     | USA  | 2:52.42 |
| 12     | Susan Lupica        | USA  | 2:53.33 |
| 13     | Caryle Andrew       | USA  | 2:53.35 |
| 15     | Betty Hite          | USA  | 2:55.38 |
| 16     | Pauline Brown       | NZL  | 2:56.08 |
| 17     | Sally Zimmer        | USA  | 2:56.53 |
| 20     | Melinda Ireland     | USA  | 2:59.11 |
| 21     | Kirsten Gilbert     | USA  | 2:59.55 |
| 22     | Elizabeth Brim      | USA  | 3:00.51 |
| 25     | Doreen Mastalli     | USA  | 3:01.14 |

1897 ·
1898 ·
1899 ·
1900 ·
1901 ·
1902 ·
1903 ·
1904 ·
1905 ·
1906 ·
1907 ·
1908 ·
1909 ·
1910 ·
1911 ·
1912 ·
1913 ·
1914 ·
1915 ·
1916 ·
1917 ·
1918 ·
1919 ·
1920 ·
1921 ·
1922 ·
1923 ·
1924 ·
1925 ·
1926 ·
1927 ·
1928 ·
1929 ·
1930 ·
1931 ·
1932 ·
1933 ·
1934 ·
1935 ·
1936 ·
1937 ·
1938 ·
1939 ·
1940 ·
1941 ·
1942 ·
1943 ·
1944 ·
1945 ·
1946 ·
1947 ·
1948 ·
1949 ·
1950 ·
1951 ·
1952 ·
1953 ·
1954 ·
1955 ·
1956 ·
1957 ·
1958 ·
1959 ·
1960 ·
1961 ·
1962 ·
1963 ·
1964 ·
1965 ·
1966 ·
1967 ·
1968 ·
1969 ·
1970 ·
1971 ·
1972 ·
1973 ·
1974 ·
1975 ·
1976 ·
1977 ·
1978 ·
1979 ·
1980 ·
1981 ·
1982 ·
1983 ·
1984 ·
1985 ·
1986 ·
1987 ·
1988 ·
1989 ·
1990 ·
1991 ·
1992 ·
1993 ·
1994 ·
1995 ·
1996 ·
1997 ·
1998 ·
1999 ·
2000 ·
2001 ·
2002 ·
2003 ·
2004 ·
2005 ·
2006 ·
2007 ·
2008 ·
2009 ·
2010 ·
2011 ·
2012 ·
2013 ·
2014 ·
2015 ·
2016 ·
2017 ·
2018 ·
2019 ·
2020 ·
2021 ·
2022